# Liste des monuments historiques de Beringen
Cette page regroupe l'ensemble des monuments classés de la ville de Beringen.
| Objet                                                                   | Statut du classement? | Année de construction/architecte | Section communale | Adresse                 | Coordonnées                      | Numéro d'inventaire | Illustration                                                            |
| ----------------------------------------------------------------------- | --------------------- | -------------------------------- | ----------------- | ----------------------- | -------------------------------- | ------------------- | ----------------------------------------------------------------------- |
| (nl) Watermolen, Heilige Geestmolen                                     |                       |                                  | Beringen          | Beekstraat 50           | 51° 02′ 38″ nord, 5° 12′ 21″ est | 21407               | Téléverser                                                              |
| (nl) Kapel van Broekhoven, Smeedkapel                                   | Oui                   |                                  | Beringen          | Broekhovenstraat        | 51° 02′ 38″ nord, 5° 13′ 39″ est | 21408               | Téléverser                                                              |
| (nl) Afspanning De Kroon (voormalige)                                   |                       |                                  | Beringen          | Brugstraat 3            | 51° 02′ 54″ nord, 5° 13′ 12″ est | 21409               | Téléverser                                                              |
| (nl) Afspanning De Kroon (voormalige)                                   |                       |                                  | Beringen          | Brugstraat 1            | 51° 02′ 54″ nord, 5° 13′ 12″ est | 21409               | Téléverser                                                              |
| (nl) Watermolen en molenhuis                                            |                       |                                  | Beringen          | Brulmolenstraat 2       | 51° 03′ 07″ nord, 5° 13′ 36″ est | 21410               | Téléverser                                                              |
| (nl) Soldatenkapelleke van 1915                                         |                       |                                  | Beringen          | Everselstraat           | 51° 02′ 21″ nord, 5° 13′ 48″ est | 21411               | Téléverser                                                              |
| (nl) Hoekhuis Sint-Antonius van 1634                                    |                       |                                  | Beringen          | Hoogstraat 5            | 51° 02′ 53″ nord, 5° 13′ 24″ est | 21413               | Téléverser                                                              |
| (nl) Parochiekerk Sint-Pieters-Banden                                   | Oui                   |                                  | Beringen          | Markt 6                 | 51° 02′ 54″ nord, 5° 13′ 30″ est | 21415               | (nl) Parochiekerk Sint-Pieters-Banden                                   |
| (nl) Hoeve (voormalige)                                                 |                       |                                  | Beringen          | Markt 7                 | 51° 02′ 54″ nord, 5° 13′ 31″ est | 21417               | Téléverser                                                              |
| (nl) Woning in eclectische stijl                                        |                       |                                  | Beringen          | Markt 11                | 51° 02′ 52″ nord, 5° 13′ 33″ est | 21418               | Téléverser                                                              |
| (nl) Neoclassicistisch woning, thans café                               |                       |                                  | Beringen          | Markt 17                | 51° 02′ 51″ nord, 5° 13′ 29″ est | 21419               | Téléverser                                                              |
| (nl) Kapelanie (voormalige)                                             |                       |                                  | Beringen          | Markt 18                | 51° 02′ 51″ nord, 5° 13′ 29″ est | 21420               | Téléverser                                                              |
| (nl) Woning in empirestijl                                              | Oui                   |                                  | Beringen          | Markt 20                | 51° 02′ 52″ nord, 5° 13′ 28″ est | 21421               | (nl) Woning in empirestijl                                              |
| (nl) Neoclassicistisch hoekhuis                                         |                       |                                  | Beringen          | Markt 23                | 51° 02′ 53″ nord, 5° 13′ 26″ est | 21422               | Téléverser                                                              |
| (nl) Parochiekerk Sint-Lambertus                                        | Oui                   |                                  | Beverlo           | Beverlo-Dorp            | 51° 05′ 14″ nord, 5° 13′ 13″ est | 21423               | (nl) Parochiekerk Sint-Lambertus                                        |
| (nl) Neoclassicistisch herenhuis                                        |                       |                                  | Beverlo           | Beverlo-Dorp 19         | 51° 05′ 17″ nord, 5° 13′ 16″ est | 21424               | Téléverser                                                              |
| (nl) Matrassenfabriekje, voormalige wolweverij                          |                       |                                  | Beverlo           | Eindekenstraat 45       | 51° 05′ 38″ nord, 5° 13′ 38″ est | 21426               | Téléverser                                                              |
| (nl) Langgestrekte hoeve                                                | Oui                   |                                  | Beverlo           | Korspelsesteenweg 104   | 51° 05′ 20″ nord, 5° 14′ 07″ est | 21427               | Téléverser                                                              |
| (nl) Sint-Antoniuskapel van 1680                                        | Oui                   |                                  | Beverlo           | Groenhoekstraat         | 51° 05′ 19″ nord, 5° 14′ 52″ est | 21428               | Téléverser                                                              |
| (nl) Parochiekerk Sint-Brigitta                                         | Oui                   |                                  | Koersel           | Kerkplein 2             | 51° 03′ 32″ nord, 5° 16′ 22″ est | 21431               | (nl) Parochiekerk Sint-Brigitta                                         |
| (nl) Woning, dubbelhuis                                                 |                       |                                  | Koersel           | Koersel-Dorp 6          | 51° 03′ 33″ nord, 5° 16′ 23″ est | 21432               | Téléverser                                                              |
| (nl) Woning, dubbelhuis                                                 |                       |                                  | Koersel           | Koersel-Dorp 8          | 51° 03′ 33″ nord, 5° 16′ 23″ est | 21432               | Téléverser                                                              |
| (nl) Gemeentehuis van 1851                                              |                       |                                  | Koersel           | Koersel-Dorp 25         | 51° 03′ 32″ nord, 5° 16′ 26″ est | 21434               | Téléverser                                                              |
| (nl) Vervallen langgestrekte hoeve                                      |                       |                                  | Koersel           | Leemstraat              | 51° 04′ 16″ nord, 5° 17′ 59″ est | 21435               | Téléverser                                                              |
| (nl) Watermolen, Vurtense molen                                         |                       |                                  | Koersel           | Molendijk 103           | 51° 03′ 30″ nord, 5° 14′ 33″ est | 21438               | Téléverser                                                              |
| (nl) Hoeve                                                              |                       |                                  | Koersel           | Pannehoefstraat 31      | 51° 04′ 01″ nord, 5° 17′ 43″ est | 21439               | Téléverser                                                              |
| (nl) Hoeve                                                              |                       |                                  | Koersel           | Pannehoefstraat 33      | 51° 04′ 01″ nord, 5° 17′ 43″ est | 21439               | Téléverser                                                              |
| (nl) Hoeve                                                              |                       |                                  | Koersel           | Pannehoefstraat 35      | 51° 04′ 01″ nord, 5° 17′ 43″ est | 21439               | Téléverser                                                              |
| (nl) Sint-Jozefkapel                                                    |                       |                                  | Koersel           | Pastorijstraat          | 51° 03′ 42″ nord, 5° 16′ 26″ est | 21440               | Téléverser                                                              |
| (nl) Onze-Lieve-Vrouwekapel                                             |                       |                                  | Koersel           | Pastorijstraat          | 51° 03′ 38″ nord, 5° 16′ 44″ est | 21441               | Téléverser                                                              |
| (nl) Kasteel Quanonen (voormalig)                                       |                       |                                  | Koersel           | Pastorijstraat 2        | 51° 03′ 39″ nord, 5° 16′ 15″ est | 21442               | Téléverser                                                              |
| (nl) Langgestrekte hoeve                                                |                       |                                  | Koersel           | Pastorijstraat 29       | 51° 03′ 41″ nord, 5° 16′ 28″ est | 21443               | Téléverser                                                              |
| (nl) Pastorie                                                           | Oui                   |                                  | Koersel           | Pastorijstraat 49       | 51° 03′ 40″ nord, 5° 16′ 35″ est | 21444               | Téléverser                                                              |
| (nl) Onze-Lieve-Vrouwekapel                                             |                       |                                  | Koersel           | Trompetstraat           | 51° 03′ 15″ nord, 5° 15′ 15″ est | 21450               | Téléverser                                                              |
| (nl) Kapel van Onze-Lieve-Vrouw-aan-de-Staak van 1833                   |                       |                                  | Koersel           | Fonteintjestraat 18     | 51° 04′ 59″ nord, 5° 19′ 20″ est | 21451               | Téléverser                                                              |
| (nl) Kapel Onze-Lieve-Vrouw-van-Rust                                    |                       |                                  | Koersel           | Heerbaan                | 51° 04′ 19″ nord, 5° 14′ 59″ est | 21453               | Téléverser                                                              |
| (nl) Watermolen Stalse Molen                                            | Oui                   |                                  | Koersel           | Stalse Molenstraat 20   | 51° 03′ 48″ nord, 5° 14′ 42″ est | 21457               | Téléverser                                                              |
| (nl) Gemeentehuis                                                       | Oui                   |                                  | Paal              | Beverlosesteenweg 1     | 51° 02′ 27″ nord, 5° 10′ 20″ est | 21458               | Téléverser                                                              |
| (nl) Parochiekerk Sint-Jan-de-Doper                                     | Oui                   |                                  | Paal              | Paal-Dorp               | 51° 02′ 22″ nord, 5° 10′ 24″ est | 21461               | Téléverser                                                              |
| (nl) Hoekhuis                                                           |                       |                                  | Paal              | Pater Carremansstraat 2 | 51° 02′ 20″ nord, 5° 10′ 23″ est | 21462               | Téléverser                                                              |
| (nl) Woning van 1769                                                    | Oui                   |                                  | Paal              | Schoolstraat 26         | 51° 02′ 18″ nord, 5° 10′ 31″ est | 21464               | Téléverser                                                              |
| (nl) Woning van 1769                                                    | Oui                   |                                  | Paal              | Schoolstraat 28         | 51° 02′ 18″ nord, 5° 10′ 31″ est | 21464               | Téléverser                                                              |
| (nl) Watermolen, Gestelse molen                                         |                       |                                  | Paal              | Maalbeekstraat 101      | 51° 01′ 45″ nord, 5° 11′ 32″ est | 21472               | Téléverser                                                              |
| (nl) Langestrekte hoeve                                                 |                       |                                  | Paal              | Sint-Janstraat 42       | 51° 02′ 15″ nord, 5° 10′ 36″ est | 21473               | Téléverser                                                              |
| (nl) Parochiekerk Onze-Lieve-Vrouw-Onbevlekt-Ontvangen                  |                       |                                  | Paal              | Pastoor Grausstraat     | 51° 03′ 42″ nord, 5° 11′ 53″ est | 21474               | Téléverser                                                              |
| (nl) Wegkapelletje                                                      |                       |                                  | Paal              | Schipperstraat          | 51° 03′ 57″ nord, 5° 11′ 58″ est | 21475               | Téléverser                                                              |
| (nl) Langgestrekte hoeve XIX                                            |                       |                                  | Paal              | Schipperstraat 25       | 51° 03′ 54″ nord, 5° 11′ 54″ est | 21476               | Téléverser                                                              |
| (nl) Parochiekerk Sint-Theodardus                                       | Oui                   |                                  | Beverlo           | Koolmijnlaan            | 51° 04′ 33″ nord, 5° 13′ 16″ est | 21477               | (nl) Parochiekerk Sint-Theodardus                                       |
| (nl) Parochiekerk Heilig-Hart                                           |                       |                                  | Beverlo           | Kroonstraat             | 51° 05′ 23″ nord, 5° 14′ 59″ est | 83613               | (nl) Parochiekerk Heilig-Hart                                           |
| (nl) Schachten, schachttorens en ophaalgebouwen                         | Oui                   |                                  | Koersel           | Koolmijnlaan            | 51° 04′ 05″ nord, 5° 13′ 24″ est | 200555              | (nl) Schachten, schachttorens en ophaalgebouwen                         |
| (nl) Ontvangstgebouwen                                                  | Oui                   |                                  | Koersel           | Koolmijnlaan            | 51° 04′ 10″ nord, 5° 13′ 22″ est | 200556              | Téléverser                                                              |
| (nl) Kolenwasserij en kolenzeverij                                      | Oui                   |                                  | Koersel           | Koolmijnlaan            | 51° 04′ 11″ nord, 5° 13′ 26″ est | 200557              | (nl) Kolenwasserij en kolenzeverij                                      |
| (nl) Steenstort                                                         |                       |                                  | Koersel           | Koolmijnlaan            | 51° 04′ 10″ nord, 5° 13′ 38″ est | 200558              | (nl) Steenstort                                                         |
| (nl) Steenstort                                                         |                       |                                  | Koersel           | Koolmijnlaan            | 51° 04′ 10″ nord, 5° 13′ 38″ est | 200558              | Téléverser                                                              |
| (nl) Electrische centrale                                               | Oui                   |                                  | Koersel           | Koolmijnlaan            | 51° 04′ 08″ nord, 5° 13′ 22″ est | 200560              | Téléverser                                                              |
| (nl) Koeltorens                                                         | Oui                   |                                  | Koersel           | Koolmijnlaan            | 51° 04′ 04″ nord, 5° 13′ 19″ est | 200561              | (nl) Koeltorens                                                         |
| (nl) Watercentrale                                                      | Oui                   |                                  | Koersel           | Koolmijnlaan            | 51° 04′ 04″ nord, 5° 13′ 21″ est | 200562              | (nl) Watercentrale                                                      |
| (nl) Betonnen klaarvijvers                                              | Oui                   |                                  | Koersel           | Koolmijnlaan            | 51° 03′ 53″ nord, 5° 13′ 29″ est | 200563              | Téléverser                                                              |
| (nl) Werkhuizen                                                         | Oui                   |                                  | Koersel           | Koolmijnlaan            | 51° 04′ 01″ nord, 5° 13′ 24″ est | 200564              | (nl) Werkhuizen                                                         |
| (nl) Passerelle en watertoren                                           | Oui                   |                                  | Koersel           | Stationsstraat          | 51° 04′ 23″ nord, 5° 13′ 26″ est | 200566              | Téléverser                                                              |
| (nl) Kolenhaven                                                         | Oui                   |                                  | Koersel           | Olmsesteenweg           | 51° 04′ 08″ nord, 5° 11′ 45″ est | 200567              | Téléverser                                                              |
| (nl) Centrale burelen                                                   | Oui                   |                                  | Koersel           | Koolmijnlaan            | 51° 04′ 12″ nord, 5° 13′ 19″ est | 200568              | (nl) Centrale burelen                                                   |
| (nl) Kleedkamers en stortbaden                                          | Oui                   |                                  | Koersel           | Koolmijnlaan            | 51° 04′ 13″ nord, 5° 13′ 21″ est | 200569              | (nl) Kleedkamers en stortbaden                                          |
| (nl) Omheining, controlegebouw, eetzaal en kleedkamer en sociaal gebouw | Oui                   |                                  | Koersel           | Koolmijnlaan            | 51° 04′ 16″ nord, 5° 13′ 15″ est | 200571              | (nl) Omheining, controlegebouw, eetzaal en kleedkamer en sociaal gebouw |
| (nl) Omheining, controlegebouw, eetzaal en kleedkamer en sociaal gebouw | Oui                   |                                  | Koersel           | Koolmijnlaan            | 51° 04′ 16″ nord, 5° 13′ 15″ est | 200571              | Téléverser                                                              |
| (nl) Omheining, controlegebouw, eetzaal en kleedkamer en sociaal gebouw | Oui                   |                                  | Koersel           | Koolmijnlaan            | 51° 04′ 16″ nord, 5° 13′ 15″ est | 200571              | Téléverser                                                              |
| (nl) Directeurs- en ingenieurswoningen                                  | Oui                   |                                  | Koersel           | Koolmijnlaan 152        | 51° 03′ 48″ nord, 5° 13′ 15″ est | 200572              | (nl) Directeurs- en ingenieurswoningen                                  |
| (nl) Directeurs- en ingenieurswoningen                                  | Oui                   |                                  | Koersel           | Koolmijnlaan 158        | 51° 03′ 48″ nord, 5° 13′ 15″ est | 200572              | Téléverser                                                              |
| (nl) Directeurs- en ingenieurswoningen                                  | Oui                   |                                  | Koersel           | Koolmijnlaan 162        | 51° 03′ 48″ nord, 5° 13′ 15″ est | 200572              | (nl) Directeurs- en ingenieurswoningen                                  |
| (nl) Directeurs- en ingenieurswoningen                                  | Oui                   |                                  | Koersel           | Koolmijnlaan 164        | 51° 03′ 48″ nord, 5° 13′ 15″ est | 200572              | Téléverser                                                              |
| (nl) Directeurs- en ingenieurswoningen                                  | Oui                   |                                  | Koersel           | Koolmijnlaan 166        | 51° 03′ 48″ nord, 5° 13′ 15″ est | 200572              | Téléverser                                                              |
| (nl) Directeurs- en ingenieurswoningen                                  | Oui                   |                                  | Koersel           | Koolmijnlaan 168        | 51° 03′ 48″ nord, 5° 13′ 15″ est | 200572              | Téléverser                                                              |
| (nl) Directeurs- en ingenieurswoningen                                  | Oui                   |                                  | Koersel           | Koolmijnlaan 170        | 51° 03′ 48″ nord, 5° 13′ 15″ est | 200572              | Téléverser                                                              |
| (nl) Directeurs- en ingenieurswoningen                                  | Oui                   |                                  | Koersel           | Koolmijnlaan 172        | 51° 03′ 48″ nord, 5° 13′ 15″ est | 200572              | Téléverser                                                              |
| (nl) Directeurs- en ingenieurswoningen                                  | Oui                   |                                  | Koersel           | Koolmijnlaan 174        | 51° 03′ 48″ nord, 5° 13′ 15″ est | 200572              | Téléverser                                                              |
| (nl) Directeurs- en ingenieurswoningen                                  | Oui                   |                                  | Koersel           | Koolmijnlaan 176        | 51° 03′ 48″ nord, 5° 13′ 15″ est | 200572              | Téléverser                                                              |
| (nl) Directeurs- en ingenieurswoningen                                  | Oui                   |                                  | Koersel           | Koolmijnlaan 178        | 51° 03′ 48″ nord, 5° 13′ 15″ est | 200572              | Téléverser                                                              |
| (nl) Directeurs- en ingenieurswoningen                                  | Oui                   |                                  | Koersel           | Koolmijnlaan 180        | 51° 03′ 48″ nord, 5° 13′ 15″ est | 200572              | Téléverser                                                              |
| (nl) Directeurs- en ingenieurswoningen                                  | Oui                   |                                  | Koersel           | Koolmijnlaan 182        | 51° 03′ 48″ nord, 5° 13′ 15″ est | 200572              | Téléverser                                                              |
| (nl) Directeurs- en ingenieurswoningen                                  | Oui                   |                                  | Koersel           | Koolmijnlaan 184        | 51° 03′ 48″ nord, 5° 13′ 15″ est | 200572              | Téléverser                                                              |
| (nl) Directeurs- en ingenieurswoningen                                  | Oui                   |                                  | Koersel           | Koolmijnlaan 186        | 51° 03′ 48″ nord, 5° 13′ 15″ est | 200572              | Téléverser                                                              |
| (nl) Directeurs- en ingenieurswoningen                                  | Oui                   |                                  | Koersel           | Koolmijnlaan 188        | 51° 03′ 48″ nord, 5° 13′ 15″ est | 200572              | (nl) Directeurs- en ingenieurswoningen                                  |
| (nl) Directeurs- en ingenieurswoningen                                  | Oui                   |                                  | Koersel           | Koolmijnlaan 190        | 51° 03′ 48″ nord, 5° 13′ 15″ est | 200572              | Téléverser                                                              |
| (nl) Directeurs- en ingenieurswoningen                                  | Oui                   |                                  | Koersel           | Koolmijnlaan 192        | 51° 03′ 48″ nord, 5° 13′ 15″ est | 200572              | (nl) Directeurs- en ingenieurswoningen                                  |
| (nl) Directeurs- en ingenieurswoningen                                  | Oui                   |                                  | Koersel           | Koolmijnlaan 194        | 51° 03′ 48″ nord, 5° 13′ 15″ est | 200572              | Téléverser                                                              |
| (nl) Directeurs- en ingenieurswoningen                                  | Oui                   |                                  | Koersel           | Koolmijnlaan 196        | 51° 03′ 48″ nord, 5° 13′ 15″ est | 200572              | Téléverser                                                              |
| (nl) Directeurs- en ingenieurswoningen                                  | Oui                   |                                  | Koersel           | Koolmijnlaan 198        | 51° 03′ 48″ nord, 5° 13′ 15″ est | 200572              | (nl) Directeurs- en ingenieurswoningen                                  |
| (nl) Directeurs- en ingenieurswoningen                                  | Oui                   |                                  | Koersel           | Koolmijnlaan 200        | 51° 03′ 48″ nord, 5° 13′ 15″ est | 200572              | Téléverser                                                              |